# Peru na Letnich Igrzyskach Olimpijskich 1988
Peru na Letnich Igrzyskach Olimpijskich 1988 w Seulu reprezentowało 21 zawodników: 7 mężczyzn i 14 kobiet. Najmłodszym reprezentantem tego kraju była siatkarka Katherine Horny (18 lat 315 dni), a najstarszym strzelec Carlos Hora (43 lat 24 dni).

## Lekkoatletyka
Mężczyźni
- Ricardo Valiente – skok w dal, trójskok

## Pływanie
Kobiety
- Karen Horning – 100 metrów stylem klasycznym (28. miejsce), 200 metrów stylem klasycznym (24. miejsce)

Mężczyźni
- Alejandro Alvizuri – 100 metrów stylem grzbietowym (26. miejsce), 200 metrów stylem grzbietowym (19. miejsce)

## Ponoszenie ciężarów
Mężczyźni
- Rolando Marchinares – waga super-ciężka (15. miejsce)

## Siatkówka
Kobiety
Drużyna zdobyła srebrny medal 
- Rosa García
- Gabriela Pérez del Solar
- Sonia Heredia
- Cenaida Uribe
- Cecilia Tait
- Luisa Cervera
- Denise Fajardo
- Alejandra de la Guerra
- Gina Torrealva
- Natalia Málaga
- Miriam Gallardo
- Katherine Horny

## Strzelectwo
Mężczyźni
- Carlos Hora – strzelanie z pistoletu pneumatycznego na 10 m (40. miejsce), strzelanie z pistoletu dowolnego na 50 m (39. miejsce)
- Francisco Boza – trap (4. miejsce)
- Juan Jorge Giha – skeet (27. miejsce)

## Tenis stołowy
Kobiety
- Mónica Liyau – gra pojedyncza (41. pierwsze miejsce)

## Zapasy
Mężczyźni
- Edmundo Ichillumpa – waga lekka w stylu klasycznym, waga lekka w stylu wolnym